# Páramos (Tuy)
Páramos (oficialmente San Xoán de Paramos) es una parroquia española del municipio de Tuy, perteneciente a la provincia de Pontevedra, en la comunidad autónoma de Galicia.

## Toponimia
La parroquia puede aparecer referida con las grafías «Páramos» y «Paramos».

## Historia
Hacia mediados del siglo XIX, la parroquia, ya por entonces perteneciente a Tuy, tenía contabilizada una población de 450 habitantes. Aparece descrita en el duodécimo volumen del Diccionario geográfico-estadístico-histórico de España y sus posesiones de Ultramar de Pascual Madoz con las siguientes palabras:

PÁRAMOS (San Juan): felig. en la prov. de Pontevedra (7 leg.), part. jud., ayunt. y dióc. de Tuy (1/2). sit. en un llano á falda del monte llamado Penizas. clima templado y sano. Tiene 120 casas en los barrios de Campos, San Cayetano, Iglesia, Plaza, Regueiro y Torre; hay 2 escuelas de primeras letras frecuentadas por 50 á 60 niños de ambos sexos, y pagadas por los padres de los concurrentes. La igl. parr. (San Juan) está servida por un cura amovible y de nombramiento del tesorero de la cated. de Tuy; tambien hay una ermita dedicada á San Cayetano, sit. en lo mas alto del pueblo, y es muy concurrida la romería que en ella se celebra el domingo siguiente al dia del santo. Confina el térm.: N. Soutelo; E. Baldranes; S. r. Miño, y O. Guillarei, mediando dicho monte de Penizas. El terreno es de buena calidad; en la parte montuosa se crian pinos. Cruzan por esta felig. 2 caminos reales que desde Tuy van á Orense y á Puenteareas. prod.: trigo, centeno, maiz, vino, lino, patatas, legumbres y frutas; hay ganado vacuno, de cerda y algun lanar, y caza de perdices, codornices, liebres y conejos. ind.: la agrícola, molinos harineros y telares de lienzos ordinarios. pobl.: 120 vec., 450 alm. contr.: con su ayunt. (V.).
(Madoz, 1849, pp. 688-689)

En 2023, tenía empadronados 591 habitantes.